# Guerech II de Cornualla
Guerech II de Cornualla fou bisbe de Nantes. Era fill (il·legítim) d'Alan Canhiart comte de Cornualla i suposat germanastre d'Hoel II de Bretanya.
El 1051 el bisbe Airard, un clergue reformador, abat de Saint-Paul-hors-les-Murs, fou expulsat pels nantesos i des de 1052 Hoel va imposar al seu germà putatiu Guerech com a bisbe i va aconseguir el seu reconeixement el 1059, sent consagrat el 1061.
Va morir el 31 de juliol de 1079 i el va succeir el seu germà Benet de Cornualla.